# Helenus (vrijgelatene)
Helenus was een vrijgelatene van Octavianus, de latere keizer Augustus. Helenus stond hoog in aanzien bij zijn oude meester. Hij werd gevangengenomen in Sardinië door Maenas, de luitenant van Sextus Pompeius. Helenus werd even later toch weer vrijgelaten door Pompeius, om zijn goede bedoelingen tegenover Octavianus te laten blijken. Volgens sommige klassieke schrijvers was Helenus een generaal onder Octavianus, en heeft hij in die hoedanigheid Sardinië veroverd, maar hierover bestaat grote twijfel.